# Miklós Németh (peintre)
Dans le nom hongrois Németh Miklós, le nom de famille précède le prénom, mais cet article utilise l’ordre habituel en français Miklós Németh, où le prénom précède le nom.
Pour les articles homonymes, voir Miklós Németh et Németh.
 (janvier 2024).
Si vous disposez d'ouvrages ou d'articles de référence ou si vous connaissez des sites web de qualité traitant du thème abordé ici, merci de compléter l'article en donnant les références utiles à sa vérifiabilité et en les liant à la section « Notes et références ».
Miklós Németh, né le 14 février 1934 à Budapest et mort le 23 février 2012, est un peintre et graphiste avant-gardiste hongrois.

## Biographie
De 1950 à 1954, il fréquente l'école de peinture d'Ödön Márffy. Ses maîtres étaient István Ilosvai Varga (hu), Emil Gádor, Tóth Menyhért (hu). En 1990 et 1998, il a été secrétaire général du Buda Artists' Group. Il a participé au travail des colonies d'artistes de Tokaj et Telkibánya et a présenté l'une de ses plus grandes œuvres au village de Telkibánya.
En 1981, il remporte le prix de l'Exposition du printemps de Pesterzsébet. Il a également reçu des prix lors d'expositions amateurs locales et nationales, la plus récente à l'occasion du 100e anniversaire de l'unification de Pest-Buda. 
En 1996, il reçoit le prix István Varga Ilosvai.

## Œuvres dans des collections publiques
- Kortárs Magyar Galéria (hu) (Galerie contemporaine d'art Hongrois), Dunajská Streda, Slovaquie
- Ferenczy Museum , Szentendre
- Musée de Kiscell (Kiscelli Múzeum), Budapest
- Széchenyi Museum, Nagycenk